# George Sidney
George Sidney (* 4. Oktober 1916 in Long Island, New York; † 5. Mai 2002 in Las Vegas, Nevada) war ein US-amerikanischer Filmregisseur und Filmproduzent.

## Leben
Sidney stammte aus einer jüdischen Künstlerfamilie, ein Onkel war der zu seiner Zeit bekannte Schauspieler und Komiker George Sidney (1876–1945). Er stand bereits als Kind auf der Bühne und erhielt 1933 durch Vermittlung eines Verwandten bei Metro-Goldwyn-Mayer einen ersten Job als Botenjunge. Über Betätigungen als Filmeditor und Regieassistent stieg der gerade 20-jährige Sidney im Jahr 1936 zum Regisseur von Kurzfilmen bei MGM auf. Unter anderem machte er Ende der 1930er-Jahre mehrere Filme mit den Kleinen Strolchen, die MGM gerade von Hal Roach gekauft hatte. Seinen ersten Langspielfilm, die Komödie Free and Easy mit Robert Cummings, drehte Sidney im Jahr 1941.
Bekannt wurde Sidney in erster Linie durch seine Musicalfilme, die er in den 1940er- und 1950er-Jahren bei Metro-Goldwyn-Mayer inszenierte. Zu seinen bekanntesten Werken der 1940er-Jahre zählen Urlaub in Hollywood (1945, mit Frank Sinatra), The Harvey Girls (1946, mit Judy Garland) und Die drei Musketiere (1948, mit Gene Kelly). Mit dem Filmpaar Kathryn Grayson und Howard Keel machte er Anfang der 1950er-Jahre die Musicalfilme Mississippi-Melodie und Küß mich, Kätchen!. Zu einem Zeitpunkt in den 1950ern hatte Sidney 15 kommerziell erfolgreiche Filme in Reihe inszeniert und galt als einer der finanziell erfolgreichsten Regisseure der Welt, obgleich viele Kritiker eher Vincente Minnellis und Stanley Donens Inszenierungen von Musicalfilmen bevorzugten.
Als das Musicalgenre im Laufe der 1950er-Jahre an Popularität verlor, inszenierte Sidney vermehrt in anderen Genres und drehte mit Scaramouche, der galante Marquis einen populären Abenteuerfilm. Nach schlechten Erfahrungen bei Jupiters Liebling verließ Sidney 1955 MGM und wurde bei Columbia Pictures tätig, wo er nunmehr auch als Produzent seiner Filme größere künstlerische Freiheiten erhielt. Seine letzten großen Erfolge im Musicalgenre waren Pal Joey (1957) mit Rita Hayworth und Frank Sinatra sowie Bye Bye Birdie (1963) mit Janet Leigh und Dick Van Dyke, beides Verfilmungen von erfolgreichen Broadway-Musicals. 1964 drehte er mit Elvis Presley in der Hauptrolle den Musikfilm Tolle Nächte in Las Vegas. Nach dem Ende des klassischen Hollywood-Kinos erfuhren Sidneys letzte Filme nicht mehr dieselbe Resonanz wie früher und er zog sich 1968 als wohlhabender Mann mit Anfang Fünfzig aus dem Filmgeschäft zurück. Er widmete sich im Ruhestand seinen Interessen wie der Kunstgeschichte und der Paläontologie, außerdem machte er einen Abschluss in Rechtswissenschaften an der University of Southern California.
Sidney war von 1951 bis 1959 sowie von 1961 bis 1967 der Präsident der Directors Guild of America. Als in seiner ersten Amtszeit jüngster Präsident der Guild führte er diese erfolgreich durch die McCarthy-Ära, in der diverse Regisseure kommunistischen Tendenzen verdächtigt wurden. 1998 wurde er von der Directors Guild of America unter anderem auch deshalb mit einem Ehrenpreis ausgezeichnet.  Bereits 1958 erhielt Sidney den Golden Globe Award in der Sonderkategorie Best World Entertainment Through Musical Films. 1960 wurde er mit einem Stern auf dem Hollywood Walk of Fame geehrt.
Sidney war dreimal verheiratet: seine erste Ehe mit der Schauspiellehrerin Lillian Burns wurde geschieden, seine zweite Ehe mit Edward G. Robinsons Witwe Jane Adler hielt von 1973 bis zu deren Tod 1991, und seine dritte Ehe mit der Schauspielerin Corinne Cole hatte bis zu seinem Tod Bestand. Sidney erlag im Mai 2002 im Alter von 85 Jahren einem Krebsleiden.

## Filmografie (Auswahl)
- 1940: Quicker’n a Wink (Kurzfilm)
- 1941: Of Pups and Puzzles (Kurzfilm)
- 1941: Free and Easy
- 1943: Nacht der tausend Sterne (Thousands Cheer)
- 1944: Badende Venus (Bathing Beauty)
- 1945: Urlaub in Hollywood (Anchors Aweigh)
- 1945: Broadway Melodie 1950 (Ziegfeld Follies)
- 1946: The Harvey Girls
- 1946: Ball in der Botschaft (Holiday in Mexico)
- 1946: Bis die Wolken vorüberzieh’n (Till the Clouds Roll By) (nur kleinere Sequenzen)
- 1947: Liebe in Fesseln (Cass Timberlaine)
- 1948: Die drei Musketiere (The Three Musketeers)
- 1949: Schicksal in Wien (The Red Danube)
- 1950: Ein charmanter Flegel (Key to the City)
- 1950: Duell in der Manege (Annie Get Your Gun)
- 1951: Mississippi-Melodie (Show Boat)
- 1952: Scaramouche, der galante Marquis (Scaramouche)
- 1953: Die Thronfolgerin (Young Bess)
- 1953: Küß mich, Kätchen! (Kiss Me Kate)
- 1954: Jupiters Liebling (Jupiter's Darling)
- 1956: Geliebt in alle Ewigkeit (The Eddy Duchin Story)
- 1957: Ein Herzschlag bis zur Ewigkeit (Jeanne Eagels)
- 1957: Pal Joey
- 1960: Wer war die Dame? (Who Was That Lady?)
- 1960: Pepe – Was kann die Welt schon kosten (Pepe)
- 1963: Bye Bye Birdie
- 1963: Eine kitzlige Sache (A Ticklish Affair)
- 1964: Tolle Nächte in Las Vegas (Viva Las Vegas)
- 1966: The Swinger
- 1967: Half a Sixpence